# 23122 Лоргат
23122 Лоргат (23122 Lorgat) — астероїд головного поясу, відкритий 4 січня 2000 року.
Тіссеранів параметр щодо Юпітера — 3,467.